# Straume
60°21′26″N 5°7′28″Ø / 60.35722°N 5.12444°Ø
Straume er  kommunecenteret i Fjell kommune i Vestland fylke i Norge. Byen ligger på øen Litlesotra, og er en del af byen Knarrevik/Straume. Et af Vestlandets største indkøbscentre, Sartor Storsenter, ligger i centrum af Straume. Straume havde 301 indbyggere i 2008 .